# Carsten Mogensen
Carsten Mogensen (n. 24 iulie 1983, Roskilde, Roskilde Amt, Danemarca) este un jucător de badminton ce a reprezentat Danemarca, medaliat olimpic. A participat la 2 ediții ale Jocurilor Olimpice (2012, 2016) în care a câștigat o medalie de argint.